# Przełęcz Sokołowska
Przełęcz Sokołowska – płaskie siodlo (564 m n.p.m.) – w południowo-zachodniej Polsce, w Górach Bystrzyckich, w grzbiecie odchodzącym ku wschodowi od Kamiennej Góry w kierunku Zagajnika. Na południe od przełęczy rozciągają się zabudowania Pokrzywna. Z przełęczy roztacza się widok na Polanicę-Zdrój, Góry Stołowe i Kotlinę Kłodzką.

## Szlaki turystyczne
Przez przełęcz przechodzą dwa szlaki turystyczne:
- Zieleniec – Torfowisko pod Zieleńcem – Kamienna Góra – Przełęcz Sokołowska – Polanica-Zdrój – Garncarz – Batorów – Karłów,
- droga Szklary-Samborowice – Jagielno – Przeworno – Gromnik – Biały Kościół – Żelowice – Ostra Góra – Niemcza – Gilów – Piława Dolna – Góra Parkowa – Bielawa – Kalenica – Nowa Ruda – Przełęcz pod Krępcem – Sarny – Tłumaczów – Radków – Skalne Wrota – Pasterka – Przełęcz między Szczelińcami – Karłów – Lisia Przełęcz – Białe Skały – Skalne Grzyby – Batorówek – Batorów – Skała Józefa – Duszniki-Zdrój – Schronisko PTTK „Pod Muflonem” – Szczytna – Zamek Leśna – Polanica-Zdrój – Przełęcz Sokołowska – Łomnicka Równia – Huta – Bystrzyca Kłodzka – Igliczna – Międzygórze – Przełęcz Puchacza.